# Banios
Banios ist eine französische Gemeinde mit 65 Einwohnern (Stand 1. Januar 2022) im Département Hautes-Pyrénées in der Region Okzitanien (vor 2016: Midi-Pyrénées). Sie gehört zum Arrondissement Bagnères-de-Bigorre und zum Kanton La Vallée de l’Arros et des Baïses.
Die Einwohner werden Baniosois und Baniosoises genannt.

## Geographie
Banios liegt circa sieben Kilometer südöstlich von Bagnères-de-Bigorre im Nébouzan.
Umgeben wird Banios von den vier Nachbargemeinden:
| Marsas | Fréchendets                                 |       |
|        | Kompassrose, die auf Nachbargemeinden zeigt | Asque |
| Asté   |                                             |       |

Der höchste Punkt des Gemeindegebiets liegt auf dem Gipfel des Cap de las Penas (1145 m).
Banios liegt im Einzugsgebiet des Flusses Adour. Der Esqueda, am Oberlauf auch Ruisseau de Lalherde genannt, ist ein Nebenfluss des Arros und entspringt auf dem Gebiet der Gemeinde. Seine Nebenflüsse, der Ruisseau du Thou und der Ruisseau de Lauade, durchqueren das Gebiet der Gemeinde, bevor sie in Banios in den Esquada münden.

## Toponymie
Der okzitanische Name der Gemeinde heißt Baniòs. 
Anhand des aquitanischen Suffixes -ossum erscheint es als sicher, dass er sich vom Namen eines Landguts ableitet. Der dazugehörende Eigenname bleibt jedoch unklar.
Toponyme und Erwähnungen von Banios waren:
- A Banios (gegen 1200–1230, Kopialbuch der Grafschaft Bigorre),
- Banios (1313 und 1342, Steuerliste Debita regi Navarre bzw. Kirchenregister von Tarbes),
- de Baniossio (1379, Prokuration Tarbes),
- Banios (1750, 1793 und 1801, Karte von Cassini, Notice Communale bzw. Bulletin des lois).[3][4][5]

## Einwohnerentwicklung

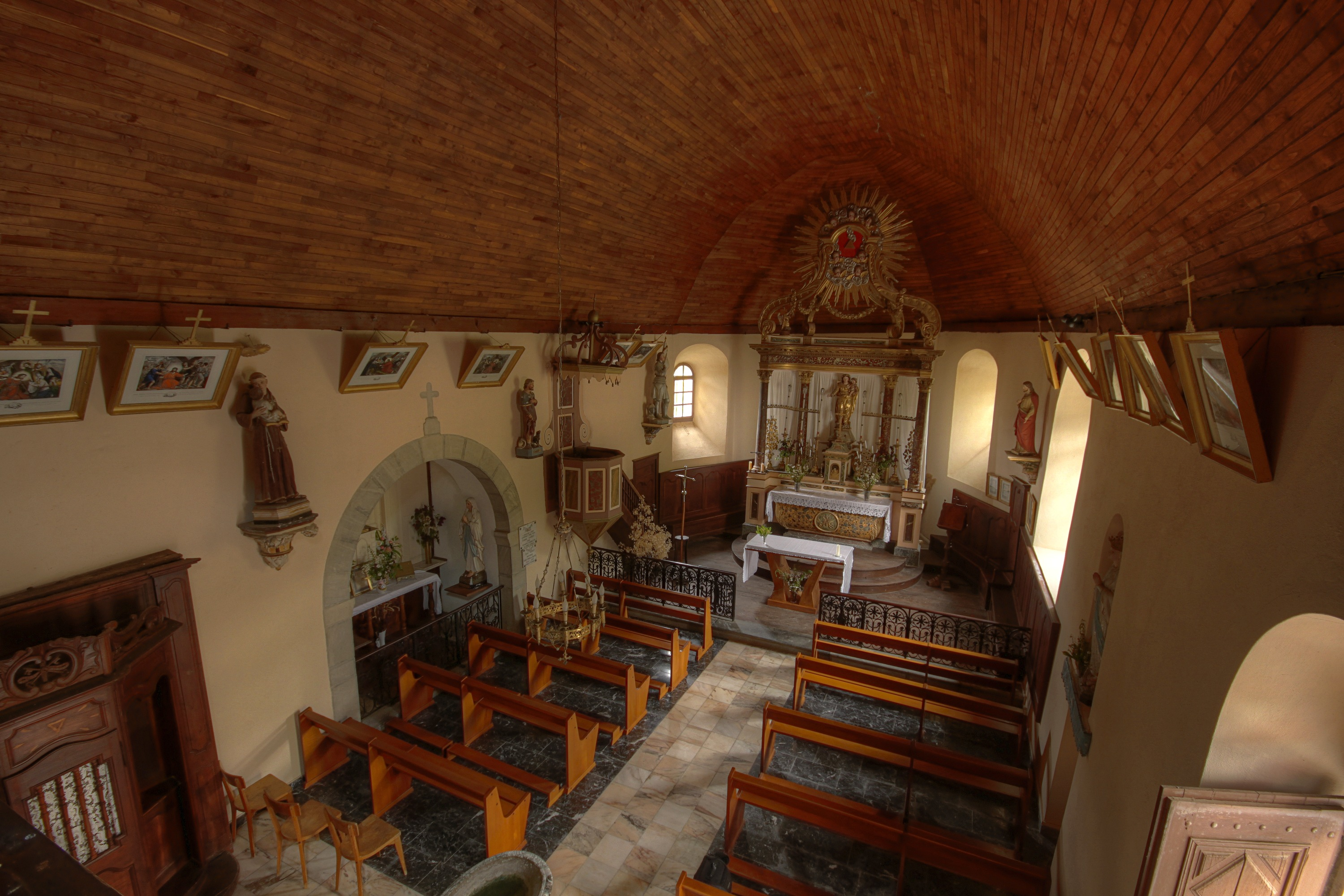
Blick in das Innere der Mariä-Geburts-Kirche

Nach Beginn der Aufzeichnungen stieg die Einwohnerzahl bis zur ersten Hälfte des 19. Jahrhunderts auf einen Höchststand von 360. In der Folgezeit sank die Größe der Gemeinde bei kurzen Erholungsphasen bis zu den 1990er Jahren auf ein Niveau von rund 50 Einwohner, auf dem sie sich bis heute stabilisieren konnte.
| Jahr      | 1962 | 1968 | 1975 | 1982 | 1990 | 1999 | 2006 | 2011 | 2022 |
| --------- | ---- | ---- | ---- | ---- | ---- | ---- | ---- | ---- | ---- |
| Einwohner | 78   | 72   | 81   | 75   | 50   | 43   | 50   | 54   | 65   |

## Sehenswürdigkeiten
- Pfarrkirche de la Nativité-de-la-Sainte-Vierge

## Wirtschaft und Infrastruktur

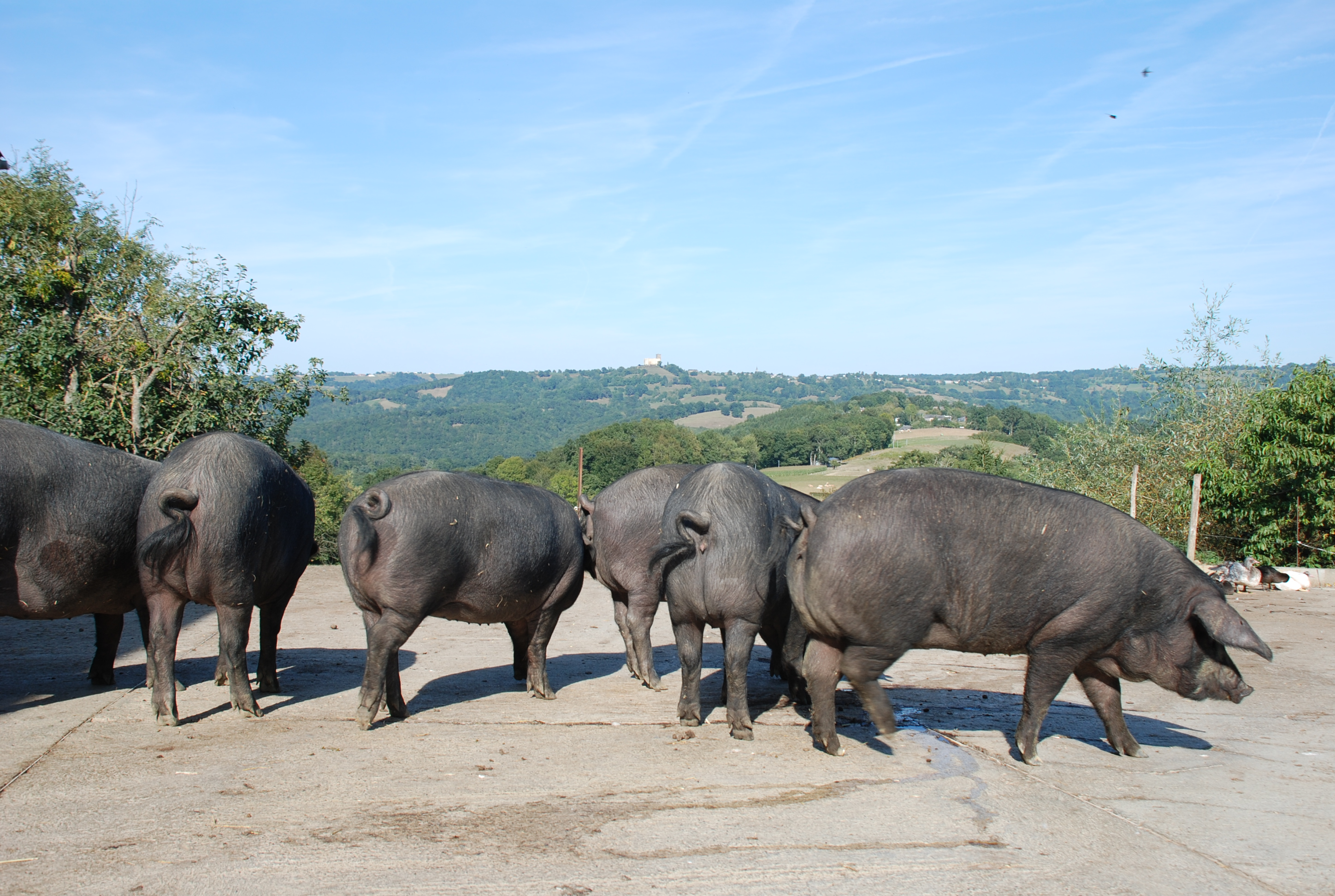
Porcs Noirs de Bigorre

Banios liegt in den Zonen AOC der Schweinerasse Porc noir de Bigorre und des Schinkens Jambon noir de Bigorre.

### Sport und Freizeit
Der regionale Fernwanderweg GR de Pays Tour des Baronnies de Bigorre führt auch teilweise an der Grenze zur südöstlichen Nachbargemeinde Asté entlang.

### Verkehr
Banios ist erreichbar über die Routes départementales 84 und 384.